# U lanové dráhy
Ulice U lanové dráhy na Malé Straně v Praze vede od ulice Újezd k lanové dráze na Petřín. Dráha je v provozu celoročně, v březnu a říjnu probíhá pravidelná revize dva až tři týdny. Od dubna do října jezdí v čase 9:00 – 23:30 každých 10 minut a od listopadu do března jezdí v čase 9:00 – 23:20 každých 15 minut. V dolní části ulice jsou čtyři domy číslované od 1 do 4, dále pokračují zdi oddělující zahradu Nebozízek na jihu a Seminářskou zahradu na severu.

## Historie a názvy
Lanová dráha na Petřín byla vybudována v roce 1891 k nové Petřínské rozhledně postavené u příležitosti Jubilejní zemské výstavy. Konala se ke stému výročí Průmyslové výstavy v Praze v roce 1791, jedné z prvních průmyslových výstav v Evropě. Lanovka na Petřín fungovala na vodní pohon a byla v provozu do roku 1914, v roce 1932 byla přestavěna na elektrický pohon a v provozu byla do roku 1965, kdy došlo ke geologickému narušení svahu Petřína. Původní délka trasy lanovky byla 396,5 metru, po obnovení provozu v roce 1985 se prodloužila na 510 metrů. Název ulice byl původně "K Lanové dráze", od roku 1932 se používá název "U Lanové dráhy".

## Budovy, firmy a instituce
- Dům U Knoflíčků – U lanové dráhy 1, Újezd 17[5]
- Dům U Černohorských – U lanové dráhy 2, Újezd 19[6]
- Sokol Malá Strana – U lanové dráhy 3[7]
- Dům U Zlatého šneka – U lanové dráhy 4, Újezd 21[8]